# Campeonato Mundial de Atletismo em Pista Coberta de 2024 - 60 m masculino
A prova dos 60 metros masculino do Campeonato Mundial de Atletismo em Pista Coberta de 2024 ocorreu no dia 1 de março na Arena Commonwealth, em Glasgow, no Reino Unido.

## Recordes
Antes desta competição, os recordes mundiais e do campeonato nesta prova eram os seguintes:
|                       | Nome              | Nacionalidade  | Tempo | Local       | Data                    |
| --------------------- | ----------------- | -------------- | ----- | ----------- | ----------------------- |
| Recorde mundial       | Christian Coleman | Estados Unidos | 6s 34 | Albuquerque | 18 de fevereiro de 2018 |
| Recorde do campeonato | Christian Coleman | Estados Unidos | 6s 37 | Birmingham  | 3 de março de 2018      |

## Medalhistas
| Ouro                    | Prata            | Bronze             |
| Christian Coleman (USA) | Noah Lyles (USA) | Ackeem Blake (JAM) |

## Cronograma
Todos os horários são locais (UTC+0).
| Data       | Hora  | Evento    |
| ---------- | ----- | --------- |
| 1 de março | 12:58 | Bateria   |
| 1 de março | 19:45 | Semifinal |
| 1 de março | 21:46 | Final     |

## Resultados

### Bateria
Qualificação: 3 atletas de cada bateria (Q) mais os 3 melhores qualificados (q).
| Posição | Bateria | Raia | Atleta                    | Nacionalidade                   | Tempo       | Notas                |
| ------- | ------- | ---- | ------------------------- | ------------------------------- | ----------- | -------------------- |
| 1       | 6       | 4    | Christian Coleman         | Estados Unidos                  | 6.49        | Q                    |
| 2       | 4       | 3    | Ferdinand Omanyala        | Quênia                          | 6.52 [.512] | Q                    |
| 3       | 4       | 6    | Shuhei Tada               | Japão                           | 6.52 [.514] | Q,                   |
| 4       | 5       | 3    | Emmanuel Eseme            | Camarões                        | 6.54        | Q,                   |
| 5       | 7       | 3    | Ackeem Blake              | Jamaica                         | 6.55        | Q                    |
| 6       | 1       | 3    | Noah Lyles                | Estados Unidos                  | 6.57        | Q                    |
| 7       | 6       | 2    | Mario Burke               | Barbados                        | 6.58        | Q                    |
| 8       | 2       | 3    | Henrik Larsson            | Suécia                          | 6.59 [.585] | Q, =                 |
| 9       | 3       | 2    | Chituru Ali               | Itália                          | 6.59 [.588] | Q                    |
| 10      | 7       | 6    | Ján Volko                 | Eslováquia                      | 6.59 [.589] | Q,                   |
| 11      | 3       | 3    | Emmanuel Matadi           | Libéria                         | 6.60        | Q                    |
| 12      | 5       | 6    | Simon Hansen              | Dinamarca                       | 6.61        | Q                    |
| 13      | 6       | 5    | Akihiro Higashida         | Japão                           | 6.62 [.614] | Q                    |
| 14      | 6       | 6    | Rikkoi Brathwaite         | Ilhas Virgens Britânicas        | 6.62 [.615] | q,                   |
| 15      | 6       | 3    | Pascal Mancini            | Suíça                           | 6.63 [.621] | q, =                 |
| 16      | 1       | 4    | Jeff Erius                | França                          | 6.63 [.630] | Q                    |
| 17      | 7       | 4    | Imranur Rahman            | Bangladesh                      | 6.64 [.637] | Q                    |
| 18      | 2       | 6    | Malachi Murray            | Canadá                          | 6.64 [.640] | Q                    |
| 19      | 1       | 2    | Aleksandar Askovic        | Alemanha                        | 6.66 [.651] | Q                    |
| 20      | 1       | 6    | Markus Fuchs              | Áustria                         | 6.66 [.657] | q                    |
| 21      | 1       | 5    | Tiaan Whelpton            | Nova Zelândia                   | 6.67        | Recorde da temporada |
| 22      | 5       | 4    | Anej Čurin Prapotnik      | Eslovênia                       | 6.68 [.671] | Q                    |
| 23      | 5       | 5    | Felipe Bardi              | Brasil                          | 6.68 [.678] |                      |
| 24      | 3       | 5    | Sergio López              | Espanha                         | 6.68 [.680] | Q                    |
| 25      | 4       | 7    | Marc Brian Louis          | Singapura                       | 6.69        | Q,                   |
| 26      | 3       | 6    | Israel Olatunde           | Irlanda                         | 6.70        | Recorde da temporada |
| 27      | 2       | 5    | Kayhan Özer               | Turquia                         | 6.71        | Q                    |
| 28      | 7       | 5    | Samuli Samuelsson         | Finlândia                       | 6.72        |                      |
| 29      | 4       | 5    | Ioannis Nyfantopoulos     | Grécia                          | 6.74 [.731] |                      |
| 30      | 7       | 7    | Sibusiso Matsenjwa        | Essuatíni                       | 6.74 [.734] | Recorde nacional     |
| 31      | 5       | 7    | Ambdoul Karim Riffayn     | Comores                         | 6.75        | Recorde pessoal      |
| 32      | 7       | 2    | Shajar Abbas              | Paquistão                       | 6.77 [.765] | Recorde da temporada |
| 33      | 2       | 4    | Samuele Ceccarelli        | Itália                          | 6.77 [.766] |                      |
| 34      | 4       | 4    | Brendon Rodney            | Canadá                          | 6.80        |                      |
| 35      | 3       | 4    | Erik Cardoso              | Brasil                          | 6.87        |                      |
| 36      | 2       | 1    | Janosh Moncherry          | Seicheles                       | 6.91        | Recorde pessoal      |
| 37      | 2       | 2    | Hassan Saaid              | Maldivas                        | 6.93        | Recorde da temporada |
| 38      | 1       | 7    | Waisake Tewa              | Fiji                            | 7.02        | Recorde pessoal      |
| 39      | 2       | 7    | Guillem Arderiu Vilanova  | Andorra                         | 7.03        | Recorde pessoal      |
| 40      | 6       | 8    | Joseph Green              | Guam                            | 7.04        | Recorde nacional     |
| 41      | 7       | 8    | Sanjay Weekes             | Montserrat                      | 7.12        | Recorde pessoal      |
| 42      | 5       | 2    | Craig Gill                | Gibraltar                       | 7.17        |                      |
| 43      | 5       | 8    | Winzar Kakiouea           | Nauru                           | 7.18        | Recorde pessoal      |
| 44      | 6       | 7    | Daniel Tolosa             | Ilhas Cook                      | 7.23        | =                    |
| 45      | 2       | 8    | Manuihei Teaha            | Polinésia Francesa              | 7.25        | Recorde pessoal      |
| 46      | 4       | 2    | Karalo Maibuca            | Tuvalu                          | 7.27        | Recorde nacional     |
| 47      | 3       | 8    | Ignacio Blaluk            | Palau                           | 7.38        | Recorde pessoal      |
| 48      | 1       | 8    | Scott James Fiti          | Estados Federados da Micronésia | 7.52        | Recorde pessoal      |
| 49      | 4       | 8    | Ty'ree Langidrik          | Ilhas Marshall                  | 7.63        | Recorde pessoal      |
| 99      | 3       | 7    | Dominique Lasconi Mulamba | República Democrática do Congo  | DNS         |                      |

### Semifinal
Qualificação: classificaram-se os 2 melhores de cada bateria (Q) mais 2 melhores colocados (q).
| Posição | Bateria | Raia | Atleta               | Nacionalidade            | Tempo       | Notas                |
| ------- | ------- | ---- | -------------------- | ------------------------ | ----------- | -------------------- |
| 1       | 1       | 4    | Christian Coleman    | Estados Unidos           | 6.43        | Q,                   |
| 2       | 3       | 6    | Noah Lyles           | Estados Unidos           | 6.47        | Q                    |
| 3       | 2       | 4    | Ackeem Blake         | Jamaica                  | 6.51        | Q                    |
| 4       | 2       | 5    | Emmanuel Eseme       | Camarões                 | 6.52 [.519] | Q,                   |
| 4       | 3       | 3    | Ferdinand Omanyala   | Quênia                   | 6.52 [.519] | Q                    |
| 6       | 1       | 6    | Chituru Ali          | Itália                   | 6.53        | Q,                   |
| 7       | 1       | 5    | Henrik Larsson       | Suécia                   | 6.55        | q,                   |
| 8       | 3       | 4    | Shuhei Tada          | Japão                    | 6.56        | q                    |
| 9       | 2       | 3    | Mario Burke          | Barbados                 | 6.57        |                      |
| 10      | 1       | 1    | Markus Fuchs         | Áustria                  | 6.58 [.571] | Recorde pessoal      |
| 10      | 3       | 5    | Emmanuel Matadi      | Libéria                  | 6.58 [.571] |                      |
| 12      | 2       | 1    | Rikkoi Brathwaite    | Ilhas Virgens Britânicas | 6.60 [.592] | Recorde da temporada |
| 13      | 2       | 6    | Ján Volko            | Eslováquia               | 6.60 [.596] |                      |
| 14      | 3       | 8    | Pascal Mancini       | Suíça                    | 6.62 [.611] | Recorde da temporada |
| 15      | 1       | 3    | Simon Hansen         | Dinamarca                | 6.62 [.614] |                      |
| 16      | 1       | 7    | Jeff Erius           | França                   | 6.63        |                      |
| 17      | 2       | 8    | Kayhan Özer          | Turquia                  | 6.65        |                      |
| 18      | 3       | 7    | Aleksandar Askovic   | Alemanha                 | 6.66        |                      |
| 19      | 2       | 7    | Akihiro Higashida    | Japão                    | 6.67        |                      |
| 20      | 1       | 8    | Sergio López         | Espanha                  | 6.70 [.695] |                      |
| 21      | 2       | 2    | Imranur Rahman       | Bangladesh               | 6.70 [.697] |                      |
| 22      | 1       | 2    | Anej Čurin Prapotnik | Eslovênia                | 6.71        |                      |
| 23      | 3       | 2    | Malachi Murray       | Canadá                   | 6.73 [.722] |                      |
| 24      | 3       | 1    | Marc Brian Louis     | Singapura                | 6.73 [.726] |                      |

### Final
A final ocorreu dia 1 de março às 21:46.
| Posição           | Raia | Atleta             | Nacionalidade  | Tempo       | Notas               |
| ----------------- | ---- | ------------------ | -------------- | ----------- | ------------------- |
| Medalha de ouro   | 4    | Christian Coleman  | Estados Unidos | 6.41        | Melhor marca do ano |
| Medalha de prata  | 5    | Noah Lyles         | Estados Unidos | 6.44        |                     |
| Medalha de bronze | 6    | Ackeem Blake       | Jamaica        | 6.46        |                     |
| 4                 | 7    | Ferdinand Omanyala | Quênia         | 6.56 [.552] |                     |
| 5                 | 8    | Henrik Larsson     | Suécia         | 6.56 [.560] |                     |
| 6                 | 3    | Emmanuel Eseme     | Camarões       | 6.68        |                     |
| 7                 | 1    | Shuhei Tada        | Japão          | 6.70        |                     |
| 8                 | 2    | Chituru Ali        | Itália         | 8.00        |                     |

Legenda
| Recorde mundial       | Recorde mundial (World record)               |                       | Recorde africano                      | Recorde africano (African) |                                           | Q | Classificado por posição (Qualified) |
| Recorde do campeonato | Recorde do campeonato (Championship record)  | Recorde da América    | Recorde da América (Americas)         | q                          | Classificado por melhor tempo (Qualified) |   |                                      |
| Melhor marca do ano   | Melhor marca do ano (World leading)          | Recorde asiático      | Recorde asiático (Asian)              | DNS                        | Não largou (Did not start)                |   |                                      |
| Recorde nacional      | Recorde nacional (National record)           | Recorde europeu       | Recorde europeu (European)            | DNF                        | Não terminou (Did not finish)             |   |                                      |
| Recorde pessoal       | Recorde pessoal do atleta (Personal best)    | Recorde da Oceania    | Recorde da Oceania (Oceania)          | DSQ / DQ                   | Desclassificado (Disqualified)            |   |                                      |
| Recorde da temporada  | Recorde da temporada do atleta (Season best) | Recorde sul-americano | Recorde sul-americano (South America) | NM                         | Sem marca (No mark)                       |   |                                      |